# Міністерство спорту й туризму Республіки Білорусь
Міністерство спорту і туризму Республіки Білорусь (Мінспорту Білорусі) — відомство уряду Білорусі, уповноважене організовувати фізичне виховання. Міністр спорту і туризму призначається і знімається з посади президентом. З 5 березня 2018 року пост міністра займає Ковальчук Сергій Михайлович.

## Структура
- Апарат — 4 управління, 6 відділів, відділ директорат;
- Управління з фізичної культури, спорту і туризму областей та Мінська;
- Білоруський державний університет фізичної культури і спорту, училище олімпійського резерву;
- Газета «Спортивна панорама»
- Підприємства — «Белспортзабеспячэнне», «Дирекція споруджуваних об'єктів Мінспорту», «Компак», «Національна спортивна лотерея», «Палац спорту», «Зграйки» (Мінський район);
- Музей та науково-дослідний інститут фізкультури і спорту;
- Центрі олімпійської підготовки в — 1) єдиноборств, 2) вітрильного спорту (ст. Качино, Мінський район), 3) воднолижного спорту, 4) вяслярства, 5) кінного спорту і конярства (село Ратомка, Мінський район), 6) легкої атлетики, 7) , художньої гімнастики, 8) настільного тенісу, 9) тенісу, 10) шахів і шашок, 11) водних, ігрових, прикладних і зимових видах спорту (Острошицьке Містечко, Мінський район);
- Центр спортивної медицини, антидопінгове агентство, навчально-методичний центр фізичного виховання населення.

## Завдання
Згідно з статутом міністерство має наступні завдання:
- організація фізичного виховання, ігор і подорожей;
- розробка заходів розширення фізичного виховання, ігор і подорожей;
- проведення дослідів результативності оздоровлення населення, дитячих і юнацьких ігор, ігор вищих досягнень;
- узгодження фізичного виховання і ігор серед непрацездатних осіб;
- проведення ігор і подорожей в Білорусі.

## Повноваження
Згідно статуту міністерство має повноваження на:
- схвалення відомчого законодавства;
- подання пропозицій про касацію постанов відомств та місцевих органів влади, які суперечать законодавству по фізичному вихованню, іграх і подорожі;
- подання до уряду у відповідних міжвідомчих міжнародних організаціях та укладення відповідних міжнародних договорів;
- створення, перетворення і скасування підпорядкованих установ;
- утворення міжвідомчих комісій і наукових нарад;
- запит в установах відомостей;
- залучення до нарядів наукових установ та фахівців.